# Parade’s End – Der letzte Gentleman
Parade’s End – Der letzte Gentleman (Originaltitel: Parade’s End) ist ein britisch-US-amerikanisches Historiendrama der BBC und von HBO im Format einer Miniserie. Autor Tom Stoppard adaptierte dabei die gleichnamige Tetralogie von Ford Madox Ford. Regisseurin aller Episoden war Susanna White, die Hauptrollen spielen Benedict Cumberbatch, Rebecca Hall und Adelaide Clemens. Die im Original aus fünf Episoden bestehende Serie wurde erstmals am 24. August 2012 im Vereinigten Königreich und am 26. Februar 2013 in den Vereinigten Staaten ausgestrahlt. In Deutschland war die Serie erstmals am 7. Juni 2013 auf Arte zu sehen.

## Handlung
Christopher Tietjens ist ein britischer Landedelmann und brillanter Statistiker, der auf eine lange Linie aristokratischer Ahnen zurückblicken kann. 1908 lernt er im Zug die schöne Sylvia kennen und wird sogleich intim mit ihr. Prompt wird sie schwanger. Obwohl er nicht weiß, ob das Kind von ihm ist, heiratet er Sylvia gegen den Willen seiner Familie.
Doch die Heirat mit Sylvia mündet in einer Ehe, die beide unzufrieden macht. Die Gattin ist schnell gelangweilt von ihm und seiner Tugendhaftigkeit, die sie verachtet und an der sie verzweifelt. Daraufhin amüsiert sie sich auf rauschenden Partys. Schließlich hintergeht Sylvia Christopher mit einem Offizier. Als sie auch von ihren Affären gelangweilt ist, kehrt sie reumütig wieder zum Ehemann zurück.
Auf einem Ausflug trifft Christopher 1911 auf die Suffragette Valentine Wannop, kann sich aber aus Ehrengründen nicht dazu überwinden, ebenfalls seine Frau zu hintergehen. Eine Scheidung kommt aber für ihn auch nicht infrage, da für ihn Pflichtgefühl und Anstand stets im Vordergrund stehen.
So findet sich Christopher zu Beginn des Ersten Weltkriegs in einer Dreiecksbeziehung zwischen seiner Ehefrau und Valentine wieder, im Laufe derer er sich für eine der beiden Frauen entscheiden muss.

## Drehorte

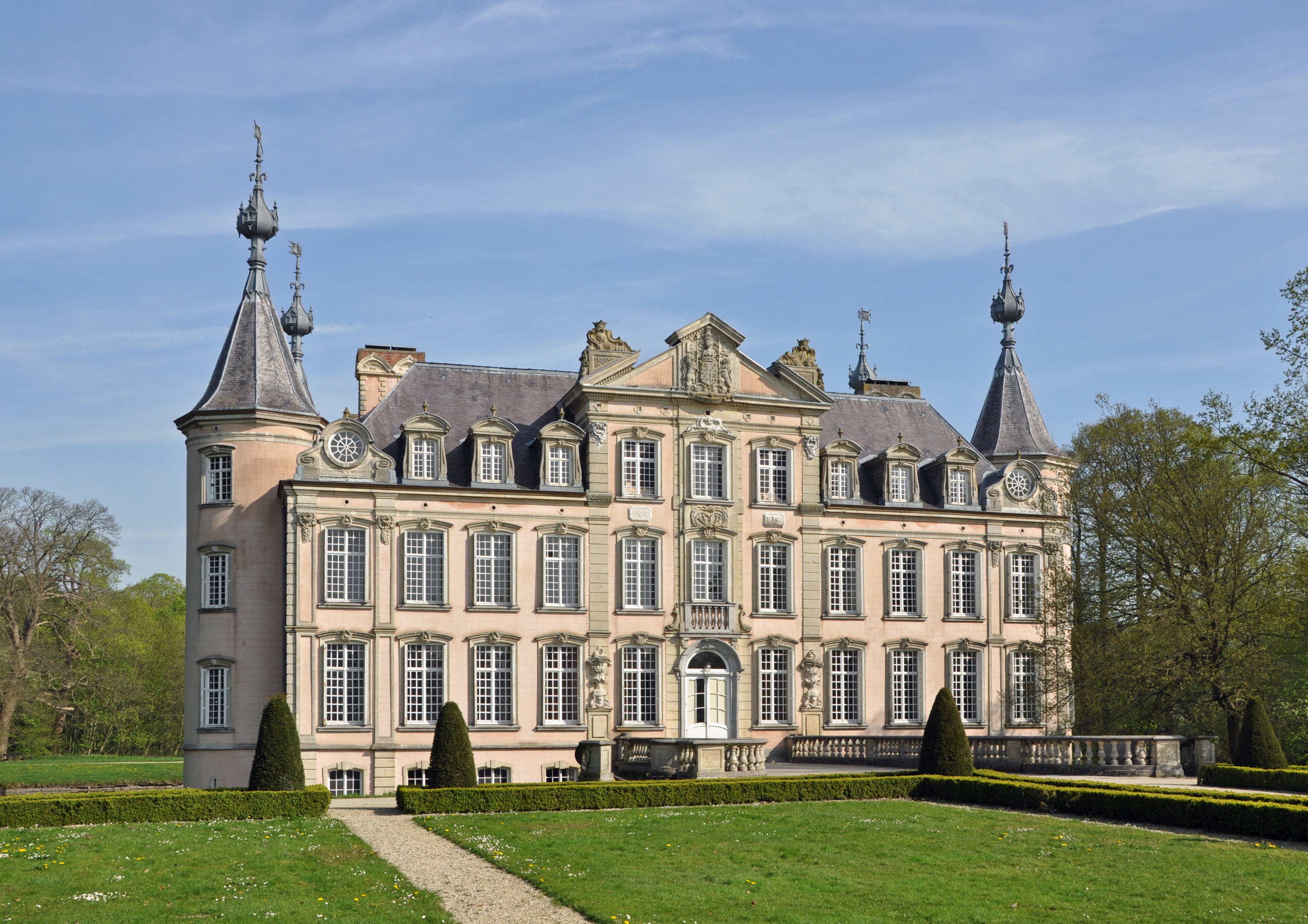
Poeke Castel in Aalter

Ein Großteil des Films wurde in England in der Grafschaft Kent gedreht, besonders in den Örtlichkeiten Dorton House (Seal, Kent) und St. Thomas a Becket Church (Fairfield, Kent). Zusätzliche Szenen wurden in der Freemasons’ Hall in London und auf dem Landsitz Duncombe Park in Helmsley (North Yorkshire) gedreht. Das Wasserschloss Poeke in der belgischen Gemeinde Aalter diente als ein weiterer Drehort. Szenen von der  Westfront wurden in Flandern aufgenommen.

## Besetzung und Synchronisation
Die deutsche Synchronisation entstand nach einem Dialogbuch von Christoph Cierpka und Tobias Neumann und unter der Dialogregie von Christoph Cierpka durch die Synchronfirma Interopa Film GmbH in Berlin.
| Rolle                | Schauspieler/in      | Synchronstimme     |
| -------------------- | -------------------- | ------------------ |
| Christopher Tietjens | Benedict Cumberbatch | Tommy Morgenstern  |
| Sylvia Tietjens      | Rebecca Hall         | Nadja Schönfeldt   |
| Valentine Wannop     | Adelaide Clemens     | Annina Braunmiller |
| Mrs. Wannop          | Miranda Richardson   | Arianne Borbach    |
| Edward Wannop        | Freddie Fox          |                    |
| Mark Tietjens        | Rupert Everett       | Tom Vogt           |
| Vincent MacMaster    | Stephen Graham       | Olaf Reichmann     |
| Lord Brownlie        | Jamie Parker         | Matthias Klages    |

## Episoden
In der originalen Fassung besteht die Miniserie aus fünf Episoden mit jeweils circa 60 Minuten Laufzeit. In der deutschen Fassung wurden durch einen veränderten Schnitt insgesamt sechs Episoden geschaffen, die jeweils etwa 45 Minuten Laufzeit haben.
| Nr. | Deutscher Titel | Originaltitel | Erstausstrahlung UK | Deutschsprachige Erstausstrahlung (D) | Regie         | Drehbuch     | Zuschauer (UK) | Quoten (Deutschland) |
| --- | --------------- | ------------- | ------------------- | ------------------------------------- | ------------- | ------------ | -------------- | -------------------- |
| 1   | Folge Eins      | Episode One   | 24. Aug. 2012       | 7. Juni 2013                          | Susanna White | Tom Stoppard | 3,52 Mio.      | —                    |
| 2   | Folge Zwei      | Episode Two   | 31. Aug. 2012       | 7. Juni 2013                          | Susanna White | Tom Stoppard | 2,30 Mio.      | —                    |
| 3   | Folge Drei      | Episode Three | 7. Sep. 2012        | 7. Juni 2013                          | Susanna White | Tom Stoppard | 2,15 Mio.      | —                    |
| 4   | Folge Vier      | Episode Four  | 14. Sep. 2012       | 14. Juni 2013                         | Susanna White | Tom Stoppard | 1,70 Mio.      | —                    |
| 5   | Folge Fünf      | Episode Five  | 21. Sep. 2012       | 14. Juni 2013                         | Susanna White | Tom Stoppard | 1,77 Mio.      | —                    |
| 6   | Folge Sechs     | —             | —                   | 14. Juni 2013                         | Susanna White | Tom Stoppard | —              | —                    |

## Auszeichnungen und Nominierungen (Auswahl)
- BAFTA TV Award 2013[7]
  - Auszeichnung in der Kategorie Bestes Kostümdesign für Parade’s End
  - Nominierung in der Kategorie Beste Miniserie für Parade’s End
  - Nominierung in der Kategorie Beste Hauptdarstellerin für Rebecca Hall
  - Nominierung in der Kategorie Bestes Drehbuch für Parade’s End
  - Nominierung in der Kategorie Bestes Make-Up für Parade’s End
  - Nominierung in der Kategorie Bestes Produktionsdesign für Parade’s End
  - Nominierung in der Kategorie Beste Visuelle Effekte für Parade’s End

- Critics’ Choice Television Awards 2013[8]
  - Nominierung in der Kategorie Bester Hauptdarsteller in einem Film oder Miniserie für Benedict Cumberbatch
  - Nominierung in der Kategorie Beste Hauptdarstellerin in einem Film oder Miniserie für Rebecca Hall